# Karen Akers

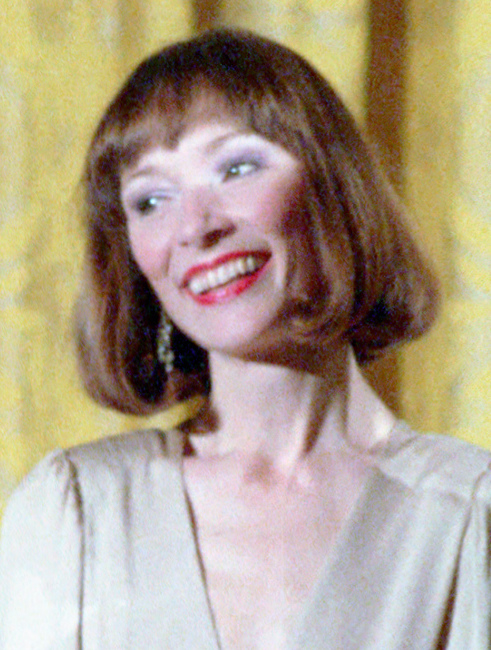
Karen Akers (1985)

Karen Akers (* 13. Oktober 1945 in New York City) ist eine US-amerikanische Schauspielerin und Sängerin.

## Leben
Akers wurde unter dem Namen Karen Orth-Pallavicini geboren. Sie entstammt einer Einwandererfamilie mit weitläufigen europäischen Wurzeln. Berichten zufolge ist sie mit dem Adelsgeschlecht Pallavicini verwandt. Sie schloss die Schule am Manhattanville College ab. Ihr Schwester Nicole Orth-Pallavicini ist ebenfalls Schauspielerin.
Akers trat erstmals 1982 am Broadway in dem Musical Nine (basierend auf dem Fellini-Film Achteinhalb) in der Rolle der Luisa Contini auf. Sie wurde für ihre Darbietung mit dem Theatre World Award ausgezeichnet und für den Tony Award in der Kategorie Beste Nebendarstellerin in einem Musical nominiert. Weitere Theaterauftritte folgten, so ab 1989 in der Originalproduktion des Musicals Grand Hotel.
In den 1980er-Jahren übernahm sie Auftritte in drei Kinofilmen und drei Fernsehserien, wenngleich jedes Mal nur in Nebenrollen. 1985 war sie in der Rolle der Sängerin Kitty Haynes in dem Woody-Allen-Film The Purple Rose of Cairo zu sehen, ein Jahr später verkörperte sie in Sodbrennen die Geliebte von Jack Nicholsons Hauptfigur.
Als Sängerin produzierte Akers mehrere Alben – unter anderem auch mit französischen Chansons (auf dem 2001 erschienenen Album Feels Like Home).
Akers war in erster Ehe verheiratet mit Jim Akers, aus dieser Ehe entstammen zwei Söhne. 1993 heiratete sie den Manager Kevin Patrick Power.

## Filmografie
- 1984: Hart aber herzlich (Hart to Hart; Fernsehserie, Folge: Die Bretter, die den Tod bedeuten)
- 1985: The Purple Rose of Cairo
- 1985: Der Equalizer (The Equalizer; Fernsehserie, Folge China Rain)
- 1986: Sodbrennen (Heartburn)
- 1987: Cheers (Fernsehserie, Folge My Fair Clavin)
- 1988: Vibes – Die übersinnliche Jagd nach der glühenden Pyramide (Vibes)

## Diskographie (Auswahl)
- Karen Akers (1981) – Blackwood Records
- In A Very Unusual Way (1987) – Rizzoli Records
- Just Imagine (1994) – DRG
- Under Paris Skies (1996) – Cabaret Records
- Feels Like Home (2001) – DRG
- Simply Stine (2008) – DRG